# Consenso de Barcelona
El "Consenso de Barcelona" o "Barcelona Consensus" es un agrupamiento de instituciones sociales y de personas con sensibilidad humanística, creado en el año 2008, e impulsado y promovido especialmente por Martí Olivella desde la institución catalana "Nova - Innovación Social".
El nombre adoptado expresamente quiere hacer alusión al llamado "Consenso de Washington", ya que precisamente el inicialmente citado movimiento social pretende elaborar un conjunto de propuestas, que sirvan como una mejor alternativa al enfoque neoliberal de la política y de la economía.
Este emprendimiento a veces es llamado "Consenso de Barcelona Segunda Etapa" o "Consenso de Barcelona 2008" a efectos de diferenciarlo del "Consenso de Barcelona 2004"  (precedente desarrollado los días 24-26 de septiembre de 2004 en el marco del "Fórum Universal de las Culturas 2004" de Barcelona).

## Primeras inquietudes
La elaboración del llamado “Consenso de Washington” en 1989, por parte del economista John Williamson, supuso indudablemente un muy correcto paso adelante al menos en algún sentido. Por primera vez, en forma relevante surgió a nivel mediático y a nivel de las jerarquías, una sincera inquietud respecto de la marcha de la economía mundial, a la que se intentó dar respuesta estableciendo un decálogo (o un conjunto reducido) de recomendaciones, sencillas, prácticas, generales, orientadoras, congruentes, fáciles de recordar, encaminadas a garantizar el crecimiento económico y el progreso en aquellos países en desarrollo que las aplicaran. Y en esa línea pronto se involucraron especialistas, altos directivos, políticos, e instituciones económicas internacionales.
Tiempo después, y en vista de los magros resultados alcanzados en los países que siguieron esta línea orientadora, políticos y expertos en economía comenzaron a hacer críticas a la formulación ortodoxa del "Consenso de Washington", desarrollando también sus propias recomendaciones y sus propias reflexiones. Y el propio John Williamson también se sumó a esta lluvia de ideas críticas, aduciendo que se mal interpretaban y aplicaban algunas de sus propuestas.

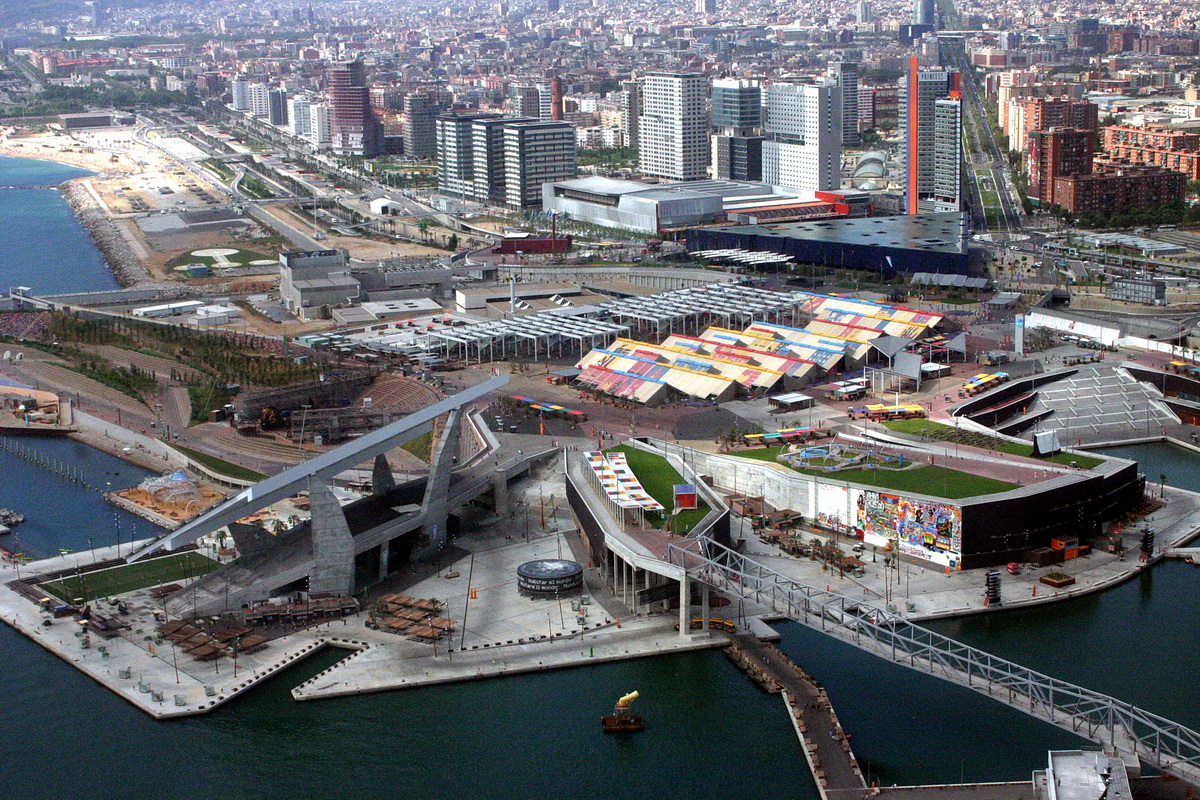
Vista aérea del Fórum Universal de las Culturas 2004.

Dentro de este marco general de variados enfoques e inquietudes, corresponde particularmente mencionar la convocatoria en su momento realizada y concretada por el "Primer Fórum Universal de las Culturas" (pensamiento con piel de alternativa), con el propósito de analizar las consecuencias de las medidas arriba citadas y plantearse su vigencia. El referido y multitudinario evento se realizó desde mayo a septiembre de 2004 en la ciudad de Barcelona, y dentro del mismo se propició una reunión para el particular análisis del "Consenso de Washington".
La citada y particular reunión-debate se celebró del 22 al 26 de septiembre de 2004, y fue especialmente impulsada y organizada por la Fundación CIDOB (Centro Internacional de Estudios y Documentación de Barcelona), contando con la presencia de economistas y analistas de países en vías de desarrollo así como de países desarrollados, entre los que pueden señalarse a Jeffrey D. Sachs (asesor especial del Secretario General de Naciones Unidas sobre los Objetivos del Milenio), Joseph Eugene Stiglitz (Premio Nobel de Economía del año 2001), José Saramago (escritor y periodista portugués), Javier Solana (Alto Representante del Consejo para la Política Exterior y de Seguridad Común de la UE), Paul Robin Krugman (economista estadounidense de orientación neokeynesiana), Dani Rodrik (economista estadounidense de origen turco, especializado en política económica internacional), e incluso el propio John Williamson.
Las diferentes sesiones de ese diálogo-debate se organizaron en cinco bloques, cuyos objetivos fueron: (1) Introducir los contenidos del "Consenso de Washington"; (2 y 3) Analizar aquellos asuntos de política interior e internacional que determinan el desarrollo; (4) Debatir nuevas propuestas de crecimiento y desarrollo y, por último, (5) Sacar conclusiones de los principios de una nueva gobernanza mundial. Respecto de estos asuntos, se recomienda particularmente consultar los documentos "El consenso como realidad" y "Del Consenso de Washington a una nueva gobernanza mundial". Por cierto, el germen de ideas así planteado en Barcelona fructificó en varias reuniones subsiguientes organizadas a diferentes niveles en los años 2005 y 2006, y aún también podrían señalarse destacados antecedentes anteriores al año 2004.

## Otros Antecedentes
Después de algo más de diez años, el Foro Social Mundial ha ayudado a la sociedad civil a desarrollar contactos, emprendimientos, organizaciones, redes, que en ciertos casos han logrado continuidad, y han pasado a ser reconocidos mecanismos de intercambio y cooperación internacional.
Pero sin duda la vocación del FSM no se ha orientado a la acción, pues principalmente es una tribuna, una vitrina, un espacio de intercambio y diálogo, de expresión de ideas, de contestación y protesta.
Esto, a lo largo de los años, dio lugar a cierta frustración comprensible entre los participantes asiduos a esas reuniones, que querían ir más allá de la mera discusión y de los creativos planteamientos, y que se canalizó en la consolidación de redes y de organizaciones con vida propia, e independientes del Foro Social Mundial, a pesar de que muchos de los participantes en estas nuevas estructuras también estaban activos en el propio FSM.
Tal es el caso de uno de estos movimientos sobre el que en el presente artículo queremos llamar particularmente la atención, integrado por varios emprendedores vinculados con el citado FSM, quienes sintieron la necesidad de unirse a otras fuerzas sociales así como a otros especialistas con sensibilidad humanitaria y con inquietudes económico-sociales, creando e impulsando una acción que llamaron el “Consenso de Barcelona”, precisamente porque pretendía ser una respuesta más consensuada y mejor estructurada de la que surgía del llamado "Consenso de Washington".

## El "Consenso de Washington", una estrategia más criticada que defendida (Bruselas, 14-20 de mayo de 2001)
Cuando hace algo más de una década tuvo lugar la Tercera Conferencia de las Naciones Unidas para los "Países Menos Adelantados" (Third United Nations Conference on Least Developed Countries, Bruselas, 14-20 de mayo de 2001), el "Consenso de Washington" fue "Rey", fue el indiscutido "monarca". El Banco Mundial y el Fondo Monetario Internacional fueron sus principales arquitectos, y con profundidad desarrollaron sus reglas y sus componentes.
Algunos de los principales ejes vectores entonces defendidos y con disciplina recomendados y aplicados fundamentalmente por esas dos organizaciones internacionales, pueden ser repasados en la siguiente lista:
- El ámbito privado es generalmente mejor y más eficiente que el público, por lo que se deberían privatizar los servicios públicos, y en lo posible evitar que los gobiernos se embarquen en cualquier cosa que los sectores privados puedan desarrollar.
- Se debería integrar al país en la economía mundial, sin importar demasiado el nivel de desarrollo que ese país haya alcanzado.
- Se debería impulsar la "libertad" y la “desregulación” en distintos ámbitos, léase, liberalización del comercio y del flujo de capitales, y en toda circunstancia dar bienvenida a la inversión extranjera en todos los sectores y por parte de cualquier grupo empresario, incluso si el mismo es mucho más poderoso que el propio país.
- Se debería flexibilizar al máximo el mercado de trabajo, cualquiera sea el nivel de capacitación requerido para los trabajadores.
- Y también se debería reconocer que el mercado sabe mejor y regula mejor. El libre juego de oferta y demanda generalmente evita tensiones y desajustes, y por ello deberían evitarse las regulaciones y las trabas.

Durante unos veinte años, el Banco Mundial y el Fondo Monetario Internacional han dispensados estos consejos a la mayoría de los países endeudados en el Hemisferio Sur, incluso a los países menos adelantados y con infraestructuras menos desarrolladas.
Casi una única receta, cualquiera fuere el país considerado. Esa era la recomendación frecuentemente difundida y defendida.
Cada país debería intentar ganar divisas mediante las exportaciones, en el caso de los países del Tercer Mundo por lo general materias primas y cultivos comerciales, a fin de así poder reembolsar sus préstamos.
El acceso social a los servicios, incluso educación y salud, deberían ser restringidos si fuera que generaran déficit, pues en casi todos los casos se deberían "recuperar costos" (el equilibrio presupuestario debía tener máxima prioridad, incluso por encima de las inquietudes sociales). Todos o casi todos los sectores deberían tener presupuestos equilibrados, y cada núcleo familiar debería financiar sus propias necesidades.
Al menos en teoría, cabría esperar que esos lineamientos permitieran una mejor situación económica, reduciendo las desigualdades dentro y entre países, reduciendo también o eliminando la pobreza extrema y el hambre, y brindando mayores oportunidades de "trabajo decente" con “salarios acordes”. Y ello en buena medida debido a que cada persona y cada familia tendrían gran interés en mejorar su respectiva situación particular y en salir adelante.
En realidad, las políticas del “Consenso de Washington” no siempre inducen los alegres resultados que vienen de expresarse.
De hecho, sociedades tercermundistas exitosas como Corea del Sur, China, o India, que han salido del subdesarrollo y han obtenido un buen nivel de progreso, han logrado esta transición con políticas en muchos aspectos exactamente opuestas a los lineamientos neoliberales, pues (al menos inicialmente) interfirieron con los mercados como una cosa natural, mediante subsidios, reglamentaciones laborales, y controles de precios, además de imponer altas barreras arancelarias, de también promover inversión pública masiva en la educación, etcétera, etcétera.
En contraste, los países menos adelantados que siguieron las recomendaciones del FMI y del BM tienen hoy día, en el mejor de los casos, una situación similar a la de hace una década. Y más a menudo su situación ha empeorado.
Con toda evidencia, los "Objetivos de Desarrollo del Milenio" no podrán cumplirse en el plazo previsto, y a las tendencias actuales, tal vez necesitaríamos mucho más tiempo para reducir el hambre a la mitad.
Por otra parte, tampoco el grueso de los países que siguieron los lineamientos neoliberales consiguieron el desarrollo auténtico, como pronosticado por la teoría de los organismos internacionales. Por el contrario, la mayoría de estas naciones sufren una pesada deuda paralizante, y continuadamente siguen pagando a sus acreedores públicos y privados. Los servicios de la deuda se han constituido en un idóneo mecanismo de enriquecimiento de unos y de pobreza de otros.
Ésta es la situación que se visualiza desde el "Consenso de Barcelona" y que se pretende modificar, con soluciones pragmáticas y novedosas, y con un importante esfuerzo de reflexión y de síntesis. Cierto, no se podrán generar cambios significativos de la noche a la mañana, pero cuanto antes se inicien las nuevas prácticas y los ensayos, tanto mejor.

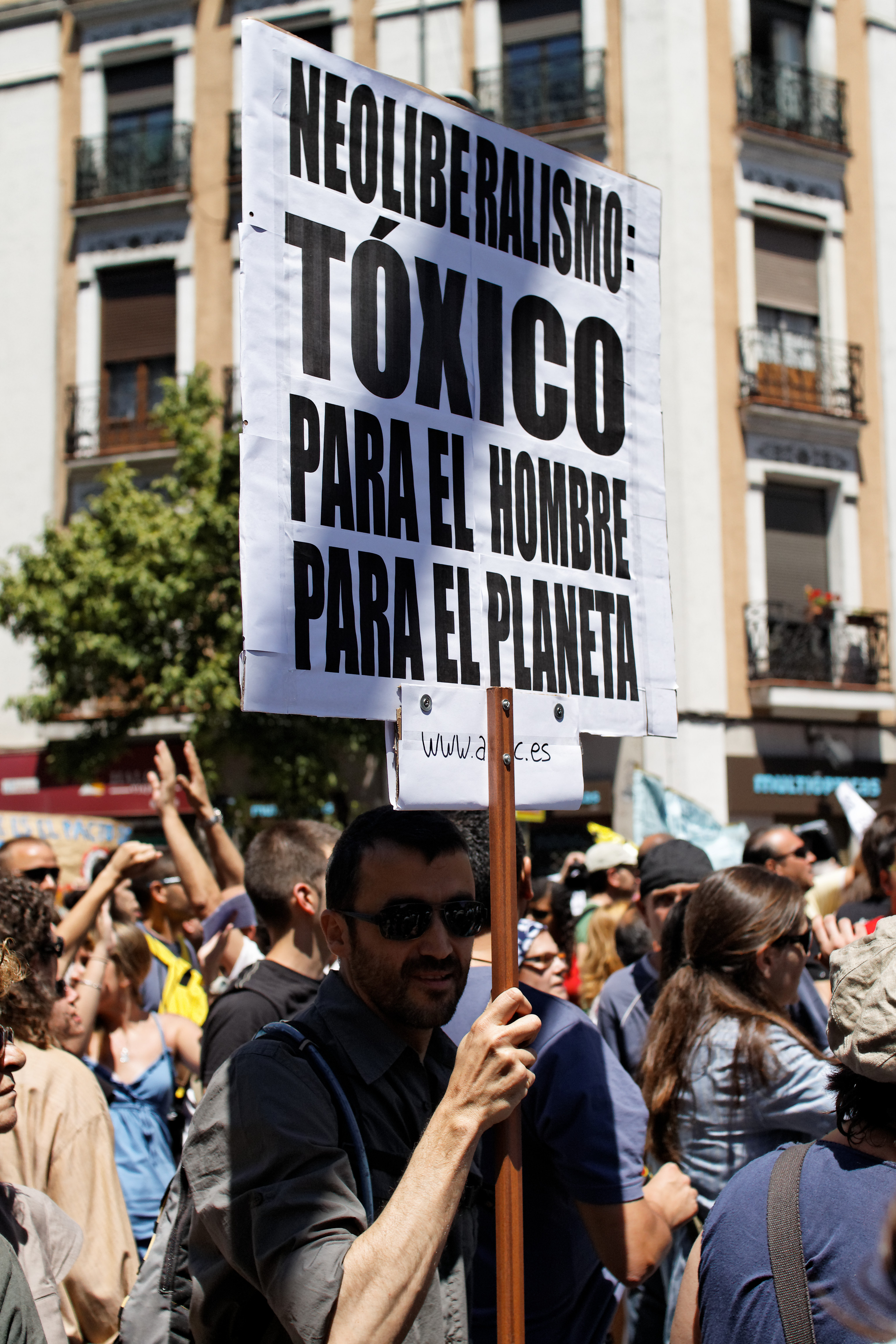
Manifestantes el 19 de junio de 2011 en Madrid, dirigiéndose hacia Atocha por la calle Ronda de Valencia. La pancarta reza: "Neoliberalismo: Tóxico, para el hombre, para el planeta".

Obviamente, el "Consenso de Barcelona" no concentra en un seno las principales críticas y reservas respecto del "Consenso de Washington" y del "neoliberalismo", sino que ellas se han generado en amplios sectores y en casi toda la geografía, tanto en sectores populares como en ambientes académicos, e incluso desde las propias filas de los organismos internacionales (a nivel de algunos asesores, y también a nivel de algunos directivos).
El contador Enrique Valentín Iglesias, portavoz durante varias décadas de varios organismos internacionales de primer nivel, así lo ha entendido, tal como lo manifiesta en el trabajo titulado "El papel del Estado y los paradigmas económicos en América Latina", y publicado en la Revista CEPAL nro. 90 de diciembre de 2006.

El artículo que sigue examina los dos paradigmas de desarrollo que sucesivamente prevalecieron en América Latina en la segunda mitad del siglo XX, concentrándose en el papel asignado al Estado. En el paradigma cepalino se ve cómo amplias tareas de guía, estimulador y partícipe directo en el desarrollo productivo, fueron perdiendo eficacia, a medida que el Estado era capturado por intereses particulares y sin que instituciones sólidas fueran capaces de ponerle coto. Posteriormente, la extrema debilitación del Estado experimentada desde la vigencia del "Consenso de Washington", impidió la adecuada regulación de las actividades privatizadas, e hizo perder la visión de largo plazo y la preocupación por la concentración de ingresos. El artículo referido alude a la demanda social por un nuevo tipo de Estado, y analiza los requisitos y objetivos para que, entre otras cosas, éste facilite un funcionamiento eficaz de los mercados y se preocupe por disminuir las desigualdades sociales.
Enrique Iglesias, revista CEPAL n° 90, diciembre de 2006, pág. 7.

La concepción del Estado liberal patrocinado por el Consenso de Washington estuvo dominada por una actitud antiestatista generalizada, que basó su justificación en la crisis enfrentada por el Estado heterodoxo, así como en su ineficiencia, el peso de la burocracia y especialmente la corrupción. (...) El nuevo concepto de Estado lo caracterizó como minimalista y prescindente. Se estimó que abundaban los argumentos para descalificar al Estado como mecanismo de asignación de recursos, principalmente los relativos a su ineficiencia, la corrupción, el clientelismo y su desborde burocrático. Esto llevó a patrocinar un Estado minimizado, lo cual significó el cierre de instituciones, la eliminación de instrumentos de política, y el recorte de su intervencionismo excesivo. Por ejemplo, las políticas industriales y agrícolas fueron eliminadas. Y, sobre todo, se perdió la visión de largo plazo. Así, las reformas cayeron en un grave error, el de dar la espalda al Estado. La prescindencia del Estado en la realización de las reformas hizo que estas experimentaran una pérdida generalizada de credibilidad. (...) Esa crisis de credibilidad se sumó al sentimiento generalizado de frustración y de fatiga debido a la insuficiencia del progreso y la dureza de los sacrificios hechos en la aplicación de las reformas. Ahora bien, ¿cómo se relaciona el Estado con el mercado y con los ciudadanos en este nuevo paradigma?
Enrique V. Iglesias, revista CEPAL n° 90, diciembre de 2006, pág. 11.

Y véase por ejemplo lo que el profesor Diego Azqueta afirma del citado Enrique Iglesias, en la Universidad de Alcalá, en oportunidad que se le concediera a este destacado uruguayo de origen español, el grado de Doctor Honoris Causa (24 de mayo de 2012).

En cualquier caso, la estabilidad macroeconómica y el control de la inflación adquieren bajo la dirección de Enrique Iglesias en la CEPAL una relevancia de la que no habían gozado hasta entonces. Se impulsarán una serie de reformas, llamadas de “primera generación” que desembocarán en parte, años más tarde, en 1989, en el controvertido "Consenso de Washington". Los diez puntos  del Consenso responden a una doble percepción: es necesario reconducir la economía real hacia la eficiencia en un contexto de estabilidad macroeconómica. La postura de Enrique Iglesias con respecto al "Consenso de Washington" es crítica, y ello quedará patente en su desempeño al frente del Banco Interamericano de Desarrollo. (...) Pero es al frente del BID donde las ideas de Enrique Iglesias con respecto a los problemas del proceso de desarrollo en América Latina continuarán tomando cuerpo. Si al frente de la CEPAL había contribuido decisivamente a consolidar la estabilidad macroeconómica como requisito indispensable del desarrollo, será en este nuevo período cuando aborde decididamente el segundo de los problemas arriba apuntados: la importancia de una fuerte y sana institucionalidad. El "Consenso de Washington" favorecía no sólo la eficiencia microeconómica en un contexto de estabilidad macroeconómica, sino una marcada disminución del papel del Estado. Estando de acuerdo con lo primero, el rumbo que tomó el Banco bajo la presidencia de Enrique Iglesias estuvo lejos de avalar lo segundo. En efecto, el BID no sólo multiplicó sustancialmente su actividad crediticia durante los años de su mandato, sino que el primer rubro en los préstamos del Banco lo constituyeron los destinados a la reforma y modernización del Estado, siendo el segundo los destinados a la inversión social y, el tercero, las ya mencionadas infraestructuras. Este cambio de rumbo no es sino un reflejo de las convicciones a las que había llegado Enrique Iglesias con respecto a los problemas del desarrollo en América Latina y que se han mencionado más arriba: al contrario de los postulados en el Consenso de Washington, el progreso en América Latina no precisa de menos Estado, sino de un mejor Estado y de unas instituciones más sólidas. (...) En definitiva, Enrique Iglesias ha puesto de relieve a lo largo de su fecunda carrera tres elementos fundamentales para la Economía del Desarrollo. La necesidad, en primer lugar, de una eficiencia económica dinámica, basada en la educación y la innovación pero, sobre todo, inclusiva y equitativa. En segundo lugar, la importancia de la estabilidad macroeconómica, cuyos frutos está recogiendo hoy la región. Finalmente, el papel clave del Estado y las instituciones en este contexto. Y lo ha hecho tanto desde una perspectiva teórica, como al frente de dos de las instituciones económicas más relevantes de América Latina, al igual que lo sigue haciendo en la actualidad desde la SEGIB.
Diego Azqueta, mayo 24 de 2012.

Es larga la lista de especialistas y políticos de mucho renombre que han formulado críticas hacia el "Consenso de Washington", al menos en la formulación e interpretación más o menos ortodoxa que se le dio en la última década del siglo XX, y he aquí algunas referencias que avalan esta afirmación:.
Los lineamientos y enfoques del "Consenso de Washington" también han recibido apoyos, y fundamentalmente ellos han venido desde las jerarquías de los organismos internacionales, desde los sectores empresarios, y desde los sectores de gobierno de algunos países (sobre todo del área de América Latina); en este sentido corresponde señalar como más significativos muchas de las recomendaciones emanadas en torno al Foro Económico Mundial y a sus reuniones anuales en Davos (Suiza), así como lo concretado en la Segunda Reunión Latinoamericana del Foro de Negocios celebrada en Santiago de Chile (22-23 de abril de 1998), y así como también en las llamadas Cumbres de las Américas (donde precisamente surgió lo que se conoce como el "Consenso de Santiago", una ampliación y profundización del "Consenso de Washington").

## Las siete transiciones
Las siete transiciones hacia un mundo habitable para todos, nació en el seno del Consenso de Barcelona iniciado en 2008, con el fin de reunir personas de todo el mundo para hacer y consensuar propuestas para otros mundos deseables y posibles, sugiriendo acciones concretas de transformación social, como alternativa al modelo impuesto por el Consenso de Washington.
Con estos planes como base, cada persona o agrupación puede escoger algunos de los objetivos compartidos (treinta y cinco) para llevar a cabo las siete transiciones siguientes:
1. Una democracia participativa y deliberativa[53]
2. Una sostenibilidad ambiental[54]
3. Una economía social, equitativa y sostenible[55]
4. Un sistema financiero no especulativo[56]
5. Una sociedad del conocimiento compartido y de la comunicación democrática[57]
6. Un mundo que supere las guerras y la violencia[58]
7. Una gobernanza global[59]

## Organización y objetivos del "Consenso de Barcelona"

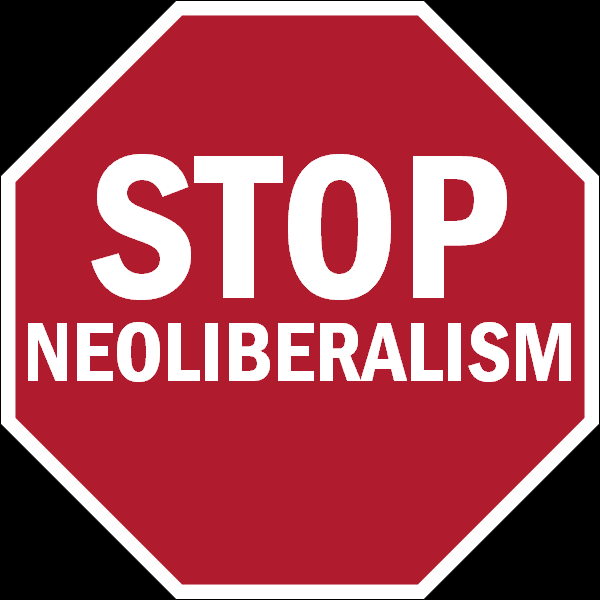
Cartel contrario al neoliberalismo.

El "Consenso de Barcelona" es una iniciativa que específicamente comenzó en el año 2008, bajo la dirección y el especial impulso de Martí Olivella, del “Centro para la Innovación Social” (Nova), institución que tiene su sede en Barcelona, Cataluña, España.
Este emprendimiento nació de la voluntad de actuar y construir alternativas viables y sostenibles a las políticas neoliberales, con un sesgo más amigable y más efectivo respecto de los aspectos sociales del que generalmente se reconoce preocupación en los gobiernos, en los organismos internacionales, y en otros ámbitos de reflexión y propuestas.
Cumplida una etapa inicial de introspección y planificación, a principios del año 2010, en torno a estas ideas de base se nuclearon unos 150 pensadores y líderes de movimientos sociales de todo el mundo, seleccionados cuidadosamente sobre la base de antecedentes y a criterios de equidad geográfica, representación poblacional, y género, quienes comenzaron así a trabajar en torno a inquietudes y objetivos comunes.
Este esfuerzo de análisis, de crítica, y de síntesis, se extendió con singular intensidad a lo largo de todo el año 2010 y principios del año 2011, concretándose finalmente el 3 de mayo de 2011, en la firma de un documento titulado “Declaración 1.0 del Consenso de Barcelona”.
A partir de ese momento, se comenzó a dar una mayor difusión a este emprendimiento, a la par de invitar a personas e instituciones a unirse al mismo, adhiriendo y explícitamente firmando el documento recién aludido, y eligiendo algunos de los objetivos que se deseaban implementar a través de un determinado “Plan de Transición”.
Desde el "Consenso de Barcelona" se afirma que esa es una manera concreta de participar, y de hacer posibles otros mundos, otras organizaciones societarias, tratando de asegurar dentro de límites razonables que las acciones y alternativas que se vayan concretando, se encuentren firmemente arraigadas en planes concretos y viables, y en el desarrollo local sostenible.
El acto público para lanzar la ya citada Declaración 1.0 (que desde los participantes se aspira sea el primero de una serie de documentos que con el tiempo se irán elaborando y aprobando), fue un evento multicultural, donde se manejaron cuatro idiomas con traducción simultánea (catalán, castellano, inglés, y francés), y donde algunos de los delegados que participaron en la ceremonia, también leyeron parte del documento final en su respectiva lengua nativa: bambara, birmano, chino-mandarín, hindi, kikuyu, kiswahili, lituano, togolés, y filipino. Permitir a las personas expresarse en su propia lengua materna, es un hecho de alcance simbólico-cultural, en el marco de lo que el “Consenso de Barcelona” (BC) pretende transmitir, reafirmar, y concretar.
El citado acto académico y público fue realizado el 3 de mayo de 2011 en el Palacio Centelles, en la ciudad de Barcelona, Cataluña, España.
Y ya para terminar los conceptos de esta sección, y a modo de mensaje-resumen para los lectores, expresemos con más claridad qué es lo que los participantes del "Consenso de Barcelona" piensan y entienden que ha fallado en el "Consenso de Washington", y qué es lo que podría aportar esta "nueva estructura social" particularmente impulsada desde tierras catalanas, pero con apoyo y participación de todas las regiones del globo.
En las reuniones presenciales mantenidas y también a través del intercambio digital de ideas entre participantes, mucho se ha insistido en que el mundo ha tenido ya más que suficiente con el “Consenso de Washington”, y que es hora de imponer un nuevo marco, una nueva práctica, un consenso renovado, sobre la base de pragmatismo, sentido común, soluciones eficientes con presupuestos equilibrados y realizables, justicia razonable acorde a circunstancias, honestidad pública, y además, dando por fin una oportunidad a la gente de los países menos adelantados. Un panorama algo más concreto sobre las actuales y futuras líneas de acción de este movimiento, puede ser consultado en el documento oficial titulado "Acción Común Transformadora (ACT!)".
Desde este novel movimiento específicamente se reconoce que en las últimas décadas ha habido propuestas muy interesantes y razonables, que de ser implementadas podrían traer grandes ventajas sectoriales o globales, por lo que en líneas generales se entiende necesario trabajar en tres líneas fundamentales: (1) de algún modo influir sobre la voluntad política a nivel internacional y en los distintos niveles nacionales impulsando cambios y reformas, ya que en ese ámbito la ortodoxia y la continuidad en muchos casos parecen ser difíciles de superar; (2) hacer una eficaz labor de síntesis, de complementación, y de articulación, de las propuestas prometedoras más interesantes que recién se mencionaban, en el entendido que de allí podrían venir las soluciones mejores y más interesantes; (3) sabiendo que hoy día y a nivel del mundo todo existen demasiadas diferencias culturales, educativas, en infraestructuras, en medios, y en realidades, muy particularmente estudiar las formas de avanzar hacia las metas y las estrategias que se retengan, con las diferencias de calendario y de estrategias que se requieran a nivel de la geografía para mejor tener en cuenta esas diferencias.
En alguna medida y desde el Barcelona Consensus, se desea llamar particularmente la atención sobre algunos grandes pensadores del siglo XX, como por ejemplo sin duda lo son o lo fueron Lord John Maynard Keynes (1883-1946), Agustí Chalaux de Subirà (1911-2006), Ernst Friedrich Schumacher (1911-1977), Edgar Morin (1921-), e incluso el propio controvertido personaje Hjalmar Horace Greeley Schacht (1877-1970).
Llegado a este punto, convendría dejar bien en claro que el "Consenso de Barcelona" es una estructura internacional de cooperación e investigación aún muy joven, que avanza con pasos firmes y seguros pero pequeños, y de la que por tanto no deberían esperarse aún resultados excesivamente ambiciosos.
De hecho, en realidad el único documento que actualmente ha cumplido con todas las etapas de elaboración, de refinamiento, de evaluación, y de consenso, es la anteriormente citada “Declaración 1.0 del Consenso de Barcelona”.
El resto de las propuestas por el momento solamente forma parte de la "lluvia de ideas" sugeridas hasta hoy día por los participantes, y que actualmente es objeto de evaluación, de compatibilización, de crítica, y de síntesis.
Y precisamente, las ideas que a modo de ejemplo se quieren rescatar y actualizar, en su momento por ejemplo sugeridas y defendidas por los cinco grandes pensadores del siglo XX antes citados, son las que se indican seguidamente.
De Lord John Maynard Keynes convendría traer a debate a nuestros días, la idea de la implantación de una verdadera "divisa internacional" no especialmente ligada en forma rígida con ninguna moneda nacional o cesta de monedas (léase: bancor), así como la propuesta de prácticamente eliminar el cobro de intereses compensatorios en los circuitos de la "economía internacional", sustituyendo este mecanismo del interés por la percepción de una tasa, que se aplicaría tanto a posiciones deudoras como acreedoras de las balanzas de pago. Así, con el uso de una verdadera "moneda internacional" para la regulación de los intercambios comerciales y de capitales entre los distintos países, se podrían suprimir las injustas e incongruentes asimetrías hoy día presentes, y que en líneas generales favorecen las economías de donde proceden las "divisas de reserva", en claro detrimento de las economías del Tercer Mundo. Y así, con la sustitución de los servicios de deuda externa por la aplicación de un mecanismo internacional regulatorio, se suprimiría el actual e injusto flujo de recursos de los países subdesarrollados a los países desarrollados, originando un flujo de recursos que desalentaría (por gravamen) los intercambios internacionales desequilibrados, y que luego bien se podría orientar estos recursos a fortalecer a los países menos adelantados y con poblaciones más frágiles y debilitadas.
De Agustí Chalaux de Subirà, convendría tener en cuenta tanto la idea de incidir sobre la naturaleza del dinero, para que poco a poco todas las monedas se conviertan en digitales (virtuales), nominativas, y telemáticas, así como también la sugerencia de que se instale en el universo de las transacciones, un muy eficiente sistema de información, que permita el cómodo y eficiente seguimiento de largas cadenas de transferencias monetarias (junto a sus respectivas contrapartidas en bienes, servicio, derechos, y otros).
En cuanto a las enseñanzas y propuestas que convendría rescatar del economista Ernst Friedrich Schumacher, naturalmente se vinculan ellas con los sistemas multilaterales de pagos, ya que en esta materia y a pesar del tiempo transcurrido, este destacado economista alemán aún tiene lecciones que transmitir.
De Edgar Morín por cierto habría mucho que señalar, pues su pensamiento y sus señalamientos son muy fecundo. A título solamente telegráfico, señalemos las temáticas en las que este pensador y filósofo francés ha incursionado: cibernética, teoría de sistemas, teoría de la información, teoría de la autoorganización, epistemología de la complejidad, y teoría del pensamiento complejo. El pensamiento de Morin conduce a un modo de construcción que aborda el conocimiento como un proceso que es a la vez, biológico, cerebral, espiritual, lógico, lingüístico, cultural, social, e histórico, mientras que la epistemología tradicional asume el conocimiento solo desde el punto de vista cognitivo; este nuevo planteamiento tiene enormes consecuencias en el manejo de las ciencias, la educación, la cultura, la sociedad.
Por último y en lo que respecta a Hjalmar Schacht, convendría tener en cuenta dos aspectos de sus doctrinas, uno por lo positivo, y otro por lo negativo.
Por lo positivo, corresponde tener en cuenta y valorar la prudencia de este economista alemán en lo que respecta a los endeudamientos, o a cualquier otra maniobra destinada a que los problemas o el confort de una generación fueran en alguna manera traspasados a las siguientes. Ello llevó por ejemplo a Hjalmar Schacht, incluso en tiempos de guerra, a recomendar una manera sana de administrar económicamente y financieramente la guerra, léase, a intentar no pagar el esfuerzo bélico en buena medida a través de empréstitos, sino hacerlo mayoritariamente a través de ingresos fiscales regulares. Por otra parte, el citado también insistentemente alertaba en contra de abusos de poder, tan comunes por cierto en época de guerra en los territorios ocupados. Mantener economías racionales, operativas, y relativamente sin dolor de explotación, ayuda -decía- a poner a punto una maquinaria productiva eficiente y beneficiosa, aun cuando se trate de territorios ocupados, de colonias, o de potenciales zonas dependientes. Pues los abusos podrían tener un efecto inicial beneficioso para quienes hacen las reglas, pero luego la riqueza fluye cada vez más lenta y con más dificultad, así perjudicando tanto a explotadores como a explotados.
Y por lo negativo e injusto, convendría también repasar los artificios financieros en su momento recomendados por Hjalmar Schacht, en relación con la administración de las zonas ocupadas, pues este personaje argumentaba que una organización eficiente, con apariencia de ordenada y justa, que respete los usos comerciales y las reglamentaciones internacionales, sería mucho más beneficiosa para la administración alemana de la época, pues permitiría contar con el concurso de muchas empresas y de muchos comerciantes, y no porque ellos colaboraran deliberadamente con el ocupante, sino porque la mayoría ni siquiera se daría cuenta de que se vendía beneficiando al enemigo, cuando los bienes y servicios trazados no presentaran ningún carácter militar directo. Y así Hjalmar Schacht recomendó a Hitler de siempre pagar lo que se compraba o se confiscaba, en moneda nacional del país correspondiente o en "marcos de ocupación", los que circulaban localmente junto con el franco francés, el florín, o la corona.
La articulación de ese sistema reposaba sobre dos pilares: (1) los "marcos de ocupación", que circulaban en paralelo con la moneda del país ocupado, y con libre intercambio previsto entre ambas divisas; y (2) un "clering" multilateral de cambios, entre el marco alemán, las divisas de los países ocupados, y las divisas de otros países aliados.
Como se comprenderá, si bien en teoría el sistema mencionado parecía ser justo y equilibrado, en la práctica favorecía discretamente muy mucho a la economía de la Alemania nazi, tal vez en forma bastante similar a como hoy día, el sistema surgido de los acuerdos de Bretton Woods favorece a las economías desarrolladas cuyas respectivas monedas nacionales son aceptadas como divisas de reserva.
Damos fin a esta sección, recordando un par de citas del investigador colombiano Carlos Eduardo Maldonado Castañeda, muy ilustrativas por cierto, y que transmiten con claridad la importancia de la economía y de la infraestructura monetaria en el estudio y ordenamiento de las cuestiones sociales.

En rigor, las ciencias de la complejidad se erigen como ese locus en el que por primera vez, de manera efectiva y necesaria, se impone un diálogo al mismo nivel entre las ciencias básicas y las ciencias sociales, entre la ciencia y la filosofía, en fin, entre ciencia y sociedad. Carece de sentido hacer ciencia sin un fundamento material. Éste es, por lo demás, el primero de los criterios que sirven para distinguir la ciencia de la pseudo-ciencia. Pues bien, en el marco de las ciencias básicas y naturales, el fundamento material es la física. No tiene, en absoluto, sentido hacer ciencia –en general–, sin un fundamento físico, por ejemplo, sin una referencia a, y sin un conocimiento de, la física. Análogamente, en las ciencias sociales y humanas, el fundamento material es la economía. Y en esta misma dirección, una ciencia verdaderamente significativa es aquella que tiene en cuenta, por lo menos, o que se sienta, a partir de la economía. De esta suerte, la física y la economía cumplen funciones análogas.
Cita de Carlos E. Maldonado en documento CIPE (Universidad Externado de Colombia) titulado Ciencias de la complejidad: Ciencias de los cambios súbitos, pp. 42.

El interés por los sistemas complejos proviene de múltiples campos y responde, en rigor, a la evolución misma de lo mejor del pensamiento científico del siglo XX. Ello explica la multiplicidad de ciencias y disciplinas que tanto confluyen en, como brotan de, este interés. Cabe distinguir, en la exposición acerca de los orígenes de las ciencias de la complejidad, dos vías paralelas, al comienzo independientes, pero luego, estrechamente interrelacionadas. La primera es teórica, y la segunda instrumental. [...] Los fundamentos teóricos previos al desarrollo del computador merecen un lugar destacado. Entre estos antecedentes, cabe destacar tres momentos o figuras relevantes: H. Poincaré, K. Gödel y A. Turing.
Cita de Carlos E. Maldonado en documento CIPE (Universidad Externado de Colombia) titulado Ciencias de la complejidad: Ciencias de los cambios súbitos, pp. 5-6.

## Noticias
- Nova / Innovació social : Ciutadania activa x un món habitable per a tothom, sitio digital oficial.